# Nufărul alb (album)
Nufărul alb este al doilea album de studio lansat de cântăreața română Angela Similea în anul 1983, la cinci ani distanță după albumul de studio cu care a debutat, Un albastru infinit. La fel ca celelalte materiale discografice lansate de muziciană până la începutul anilor 1990, albumul a fost lansat sub egida Electrecord. Nufărul alb a fost lansat atât pe vinil, cât și pe casetă, având coperți diferite, dar aceleași cântece - pentru ediția pe casetă, numele albumului a fost schimbat doar în Angela Similea și piesa „Adu-mi clipa de lumină” a fost adăugată. Trei dintre piese au câștigat la festivalul "Melodiile anului...", respectiv „Piano, pianissimo” (Premiul publicului) în 1981, „Casa mea” (Marele Premiu) și „La revedere” (Premiul Juriului), ambele în anul următor.
Piesa „Nufărul alb” a fost votată de situl web opinia1 ca fiind una dintre cele mai bune 300 de cântece românești, fiind plasată pe locul 158. De asemenea, la momentul lansării, această piesă a ajuns pe locul întâi în unul dintre puținele clasamente realizate în acea perioadă, "Topul săptămâna", bucurându-se de un succes foarte mare.

## Lista pieselor
| #  | Titlu                                     | Versuri             | Muzica          | Durată |
| -- | ----------------------------------------- | ------------------- | --------------- | ------ |
| 01 | „Să te gândești din când în când la mine” | Teodora Popa Mazilu | Marcel Dragomir | 2:53   |
| 02 | „Voi dansa cu tine”                       | Eugen Rotaru        | Marcel Dragomir | 3:46   |
| 03 | „De ce te uiți la mine”                   | Teodora Popa Mazilu | Marcel Dragomir | 3:07   |
| 04 | „La revedere”                             | Eugen Rotaru        | Marcel Dragomir | 3:07   |
| 05 | „Când vei înceta să mă iubești”           | Teodora Popa Mazilu | Marcel Dragomir | 3:46   |
| 06 | „Nufărul alb”[A]                          | Teodora Popa Mazilu | Marcel Dragomir | 3:05   |
| 07 | „Adu-mi clipa de lumină”[B]               | Ovidiu Dumitriu     | Marcel Dragomir | 4:17   |
| 08 | „Eu”                                      | Eugen Rotaru        | Ion Cristinoiu  | 4:19   |
| 09 | „De singurătate”                          | Eugen Rotaru        | Ion Cristinoiu  | 4:16   |
| 10 | „Piano pianissimo”                        | Harry Negrin        | Ionel Tudor     | 4:30   |
| 11 | „O zi”                                    | Sașa Georgescu      | Marius Țeicu    | 3:56   |
| 12 | „Casa mea”                                | Ion Cristinoiu      | Ion Cristinoiu  | 4:45   |

- A ^ Cântecul este un duet cu Florin Piersic.
- B ^ Cântecul este disponibil doar pe varianta tip casetă a albumului; restul pieselor urmează aceeași ordine.